# Saint-Secondin
Saint-Secondin település Franciaországban, Vienne megyében. Lakosainak száma 531 fő (2022. január 1.). Saint-Secondin Bouresse, Brion, Château-Garnier, La Ferrière-Airoux és Usson-du-Poitou községekkel határos.

## Népesség
A település népessége az elmúlt években az alábbi módon változott:
| Lakosok száma | 551  | 549  | 563  | 546  | 541  | 536  | 536  | 532  | 531  |
|               | 2013 | 2015 | 2016 | 2017 | 2018 | 2019 | 2020 | 2021 | 2022 |